# Horní Skrýchov
Horní Skrýchov – wieś i gmina w Czechach, w powiecie Jindřichův Hradec, w kraju południowoczeskim. Według danych z dnia 1 stycznia 2014 liczyła 155 mieszkańców.